# Hidakagawa
Hidakagawa (japanska: 日高川町?, Hidakagawa-chō) är en landskommun (köping) i Wakayama prefektur i Japan. 